# Брюнетт, Фритци
Фритци Брюнетт (англ. Fritzi Brunette; 27 мая 1890, Саванна, Джорджия — 23 сентября 1943, Лос-Анджелес, Калифорния) — американская актриса, снимавшаяся в кино на протяжении тридцати лет.

## Карьера
Получила образование в Нью-Йорке. Снималась в немом кино вплоть до 1939 года. В частности наиболее заметным фильмом с её участием в тот момент был «Ты говоришь мне». Снималась вместе с такими актёрами немого кино как Джек Холт и Митчелл Льюис. На момент съёмок фильма «Прощённый; или, алмазы Джека» имела контракт с кинокомпанией Victor Studios. Также известными фильмами с участием Фритци являются: «Те, кто грешны» (1916), «Женщина, ты дала мне..» (1919), «В то время как Сатана спит» (1922), «Колокола Сан-Хуана» (1922) и «Камилла из берберийского побережья» (1925).

## Личная жизнь
Была замужем за агентом по недвижимости Джоном Е. Клеем. Их свадьба состоялась в Луисвилле, в штате Кентукки. Проживали в 712 North Mansfield — авеню в Лос-Анджелесе, в штате Калифорния. Также она была третьей женой плодовитого в то время кинорежиссёра и актёра немного кино, Уильяма Дэйли, который срежиссировал многие фильмы с участием актрисы. Он скончался в 1935 году.
Скончалась после непродолжительной болезни в больнице Motion Picture Country Home в возрасте 53 лет в 1943 году. Похоронные услуги были проведены в голливудском крематории Pierce Brothers Chapel, 5959 на Бульваре Санта-Моника. Тело было кремировано.

## Фильмография
Полную фильмографию см. в английском разделе.